# Jozef vanden Kerckhove
Jozef vanden Kerckhove (1667-1724) was een Zuid-Nederlands kunstschilder en eerste directeur van de Academie voor Schone Kunsten Brugge.

## Levensloop
Vanden Kerckhove volgde tekenlessen in Antwerpen. Men heeft geschreven dat dit bij Erasmus Quellinus II was, wat in zijn kinderjaren moet geweest zijn, aangezien Quellinus overleed toen Vanden Kerckhove elf was. Hij ging ook nog lessen volgen aan de kunstacademie in Parijs.
Hij vestigde zich in 1695 in Brugge en kreeg er naam als schilder van portretten en historische taferelen.
In 1717 was hij een van de vier schilders die het initiatief namen in Brugge een kunstacademie op te richten, los van de ambachtsgilde van de schilders. Het initiatief werd door het stadsbestuur gesteund, dat aan de nieuwe school lokalen ter beschikking stelde in de Poortersloge.
Vanden Kerckhove werd de eerste 'hoofdleraar' of directeur van de academie. Niet voor lang, aangezien hij in 1724 overleed.